# Air Andorra
A Air Andorra é uma companhia aérea regional espanhola com base no Aeroporto La Seu d'Urgell, Barcelona, Espanha, perto de Andorra.

## História
A Air Andorra é formada por um grupo de especialistas em aviação com larga experiência na criação de companhias aéreas de carga, passageiros e aviação executiva, em países como Espanha, Brasil, Panamá e Colômbia . A Madrid Flight Academy, escola de formação de pilotos comerciais, assinou um acordo com a companhia aérea para a incorporação de futuros pilotos formados nesta escola de aviação. Não é a companhia aérea de bandeira do Principado de Andorra. A Air Andorra não tem relação direta com o país dos Pirenéus e só adotou o seu nome para promover voos para um aeroporto próximo. No entanto, esses voos nunca aconteceram. A Air Andorra pretendia ter base no aeroporto La Seu d'Urgell, Espanha, e servir Andorra a partir daí, visto que não existem aeroportos dentro de Andorra.

## Frota
| Aeronaves  | Total | Passageiros | Notas |
| ---------- | ----- | ----------- | ----- |
| ATR-42     | 1     | 46          |       |
| ATR-72-200 | 1     | TBA         |       |